# Georgette Peyron
Pour les articles homonymes, voir Peyron.
Georgette Peyron est une actrice française, active des années 1950 aux années 1960.

## Filmographie

### Cinéma
- 1956 : L'Homme à l'imperméable de Julien Duvivier : La voisine du Vésinet
- 1956 : Jusqu'au dernier de Pierre Billon
- 1956 : Porte des Lilas de René Clair
- 1958 : Arrêtez le massacre d'André Hunebelle
- 1958 : Du rififi chez les femmes d'Alex Joffé
- 1958 : Péché de jeunesse de Louis Duchesne
- 1959 : Maigret et l'Affaire Saint-Fiacre de Jean Delannoy : La dame du vestiaire
- 1960 : Terrain vague de Marcel Carné
- 1960 : La vérité d'Henri-Georges Clouzot
- 1961 : Léviathan de Léonard Keigel
- 1962 : Le Gentleman d'Epsom de Gilles Grangier : La dame qui veut jouer ses allocations
- 1963 : Le Magot de Josefa de Claude Autant-Lara : Une villageoise
- 1964 : La Bonne Soupe de Robert Thomas : Une cliente
- 1964 : Monsieur de Jean-Paul Le Chanois : La serveuse du restaurant
- 1965 : La Fleur de l'âge (Rapture) de John Guillermin : Une invitée au mariage